# Human Error (TV-serie)
Human Error är en australisk kriminal- och dramaserie vars första säsong har en planerad premiär 2024. Första säsongen består av sex avsnitt. Serien som är skapad av Greg Haddrick och Samantha Winston kommer att ha premiär på TV4 Play den 1 augusti 2024.

## Handling
Serien är inspirerad av verkliga händelser och kretsar kring kriminalinspektör Holly O'Rourke som måste hantera ett antal yrkesmässiga och privata hinder i ett fall som kommer att bli det tuffaste i hennes karriär.

## Rollista (i urval)
- Leeanna Walsman - Holly O'Rouke
- Stephen Peacocke - Dylan McKenzie
- Rahel Romahn - Jarred Pines
- Steve Bisley - Bear O'Rourke
- Matt Day -  Luke O'Rourke